# Техничка керамика
Под керамиком подразумевају се производи добијени од мешавине глине, кварца и других силикатних материјала, који се печењем на температури 800−1600 степени преводе у чврста алумосиликатна једињења.

## Подела производа
С обзиром на компактност масе, керамички производи се деле на производе са порозном масом и производе са полустопљеном масом. Код производе са са порозном масом упијање воде је веће од 5% (у просеку 8 до 20%), а код производа са полустопљеном масом упијање воде је мање од 5% (најчешће 1 до 4%).
Најважнији керамички производи са порозном масом су: опека, блокови за зидање, цреп, дренажне цеви, итд. Температура печења ових производа креће се од 800 до 1000 степени.
У производе са полустопљеном масом спадају: полчиће за подове и зидове, керамичке цеви, и др. Температура печења је између 1200 и 1400 степени.

## Глина за производљу керамике
Основна сировина за добијање керамичких производа је глина. Глина се може дефинишати као земљаста минерална маса способна да са водом образује платично тесто, које након сушења одржава дату форму, а после печења постаје чврст материјал.

### Врста глина
- каолин
- порцеланска глина
- грнчарска глина
- лапоровита глина
- цигларска глина

## Технолошка својства глине
основна својства глине су пластичност, стврдњавање, скупљање и печење.

### Пластичност
представља способност глине да под притиском формира одређени облик, који се задржава и по престанку дејства притиска. Пластичност зависи од степена "масноће" глине, односно од садржаја каолина.

### Стврдњавање
настаје током сушењем глиненог теста на ваздуху. условљено је присуством различитих примеса које су способне да одиграју улогу везивног средства.

### Скупљање
глине су условљено је губитком воде. величина скупљања варира у врло широким граничама: од 2 до 3% до 10-12%. осим скупљања на ваздуху, глина трпи извесне запреминске промене и током процеса мења (у границама 2-8%).

### Печењем
глине долази до врло великих промена у њеној структури и саставу. Загревањем до 100 степени глина губи целокупну слободну воду, постаје сува и крта.